# ウィリアム・ベーカー (MTS校長)

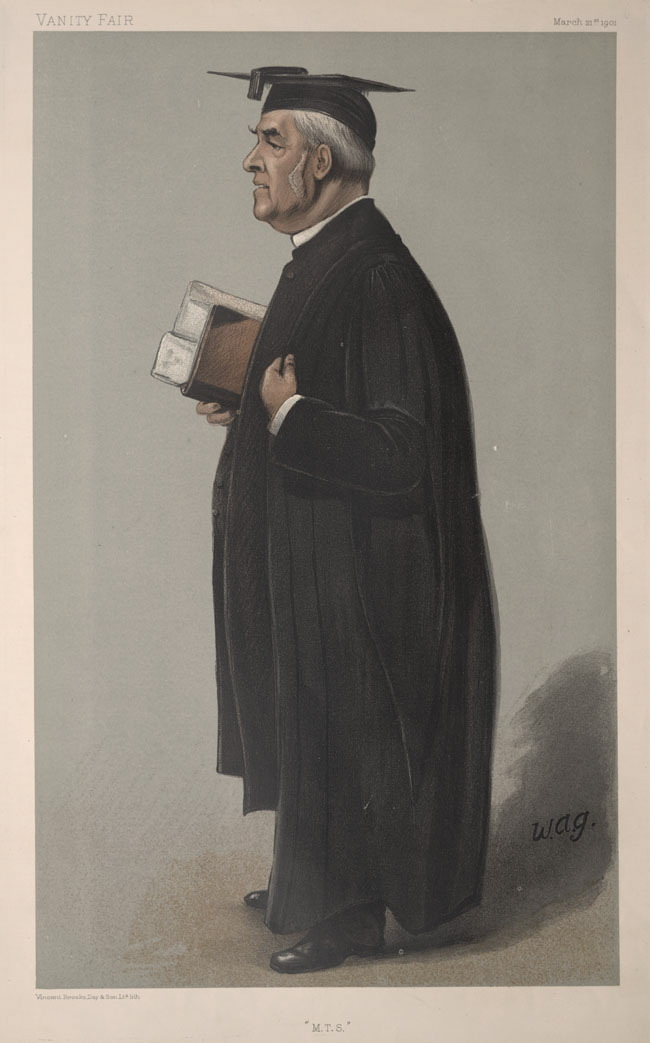
『バニティ・フェア』1901年3月21日号でのウィリアム・ベイカー

ウィリアム・ベーカーDD（1841年12月18日、レイゲート（Reigate） – 1910年）は、マーチャント・テイラーズ・スクール（MTS）の校長を30年間務めた牧師である。
1860年6月25日にオックスフォードのセントジョンズ・カレッジに入学。のち1864年に学士号（B. A.）、1868年に修士号（M. A.）、1871年に学士号（Bachelor of Divinity）、1874年には名誉神学博士号を取得した。1870年から30年間マーチャント・テイラーズ・スクールの校長を務め、1880年にはセント・ポール大聖堂にてプリベンダリー（Prebendary、前司祭）となった。校長として在任中に、同校ではカリキュラムに化学と物理が導入され、1891年には新しい科学棟が完成したという。1900年には、自身の提案により、生物学もカリキュラムに追加されたという。
ベーカーが記した『ラテン語・ギリシア語詩の翻訳（Latin and Greek verse translations）』（1895年）は、英語の詩をラテン語やギリシャ語の詩に訳したものを100篇集めたものである。この書にある練習問題の多くは、オックスフォード大学の奨学金試験のベイカーによる「解答（solution）」に由来する。 
1870年に結婚し一子一女を設けた。 